# Notre-Dame-de-Londres
Notre-Dame-de-Londres là một xã thuộc tỉnh Hérault trong vùng Occitanie phía nam nước Pháp. Xã này nằm ở khu vực có độ cao trung bình 402 mét trên mực nước biển. Dân số thời điểm năm 1999 là 398 người.